# Amblydectes

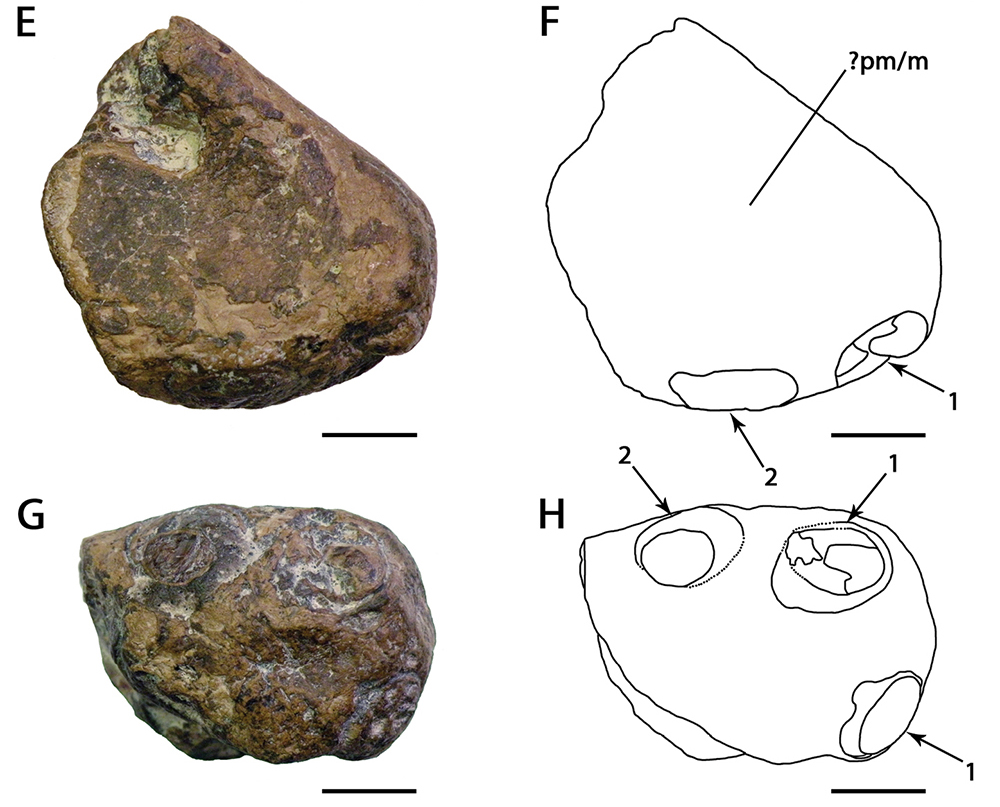
Holotipo de A. eurygnathus.

Amblydectes es un género extinto de pterosaurio ornitoqueírido conocido a partir de fragmentos de mandíbula. Aparentemente tenía una mandíbula aplanada hacia la punta y triangular en sección transversal. Ha sido en diferentes momentos sinonimizado con Coloborhynchus, Criorhynchus, Lonchodectes y Ornithocheirus. Un estudio publicado en 2013 encontró que A. crassidens y A. eurygnathus son nomina dubia, en tanto que A. platystomus posiblemente pertenece a un género separado, aún sin nombrar. Holgado (2021) erigió el nuevo género Draigwenia para platystomus, asignándolo a Lanceodontia, pero consideró a Amblydectes como un género válido de tropeognathine.